# Eugène Rosseeuw Saint-Hilaire
Eugène François Achille Rosseeuw Saint-Hilaire, né à Paris le 30 juin 1805 où il est mort le 30 janvier 1889, est un historien français.

## Biographie
Agrégé des classes supérieures en 1828, Eugène Rosseeuw Saint-Hilaire fut auparavant professeur au collège d'Ajaccio en 1826, puis il enseigna au lycée Louis-le-Grand de 1829 à 1842. Le 24 novembre 1838, il soutient ses deux thèses de doctorat ès lettres à la Faculté de Paris. La première, en français, traite de l'origine de la langue et des romances espagnoles. La deuxième, en latin, pose la question de la beauté dans les arts. Il participe par la suite à plusieurs dizaines de soutenances de thèses de doctorat en qualité de membre du jury. 
En 1840, il est agrégé auprès de la Faculté des lettres en 1840. Il supplée Charles de Lacretelle à la  Faculté des lettres de Paris (Sorbonne) de 1838 à 1855 avant de devenir titulaire de la chaire d’Histoire ancienne de 1855 à 1872. Il est élu membre de l'Académie des sciences morales et politiques en 1872. Au cours de sa carrière, il a également donné des cours à l'École polytechnique de 1846 à 1852.
Pendant son séjour en Corse, il écrit des nouvelles littéraires et des lettres publiées dans le journal Le Globe et dans la Revue de Paris. De toute évidence, Rosseeuw Saint-Hilaire est -avant même Mérimée- l’un des tout premiers auteurs à définir les contours et les ressorts de l’image romantique de la Corse.
Eugène Rosseeuw Saint-Hilaire est connu surtout pour sa monumentale Histoire de l’Espagne et pour ses études d'histoire religieuse considérée d'un point de vue protestant.

## Citations
« Le peuple d'Auguste, comme celui de Mahomet, ont conquis le monde deux fois, la première par les armes, la seconde par les lumières, et bien des siècles après que les deux empires ont péri, leur domination dure encore : le règne des mœurs et des idées a survécu à celui des lois. Le monde moderne, comme une médaille frappée à deux coins différens, porte une double empreinte, arabe d'un côté, romaine de l'autre. »

## Principales publications
- Études sur l'origine de la langue et des romances espagnoles (1838), thèse de doctorat ès lettres
- Quid sit in artibus pulchritudo (1838), thèse de doctorat ès lettres
- Histoire d'Espagne depuis les premiers temps historiques jusqu'à la mort de Ferdinand VII (14 volumes, 1844-1879)

- Prix Bordin de l’Académie française en 1857 pour un tome et en 1865 pour le tome IX.
- Ce qu'il faut à la France, étude historique (1861)
- Jules César, cours professé à la Sorbonne en 1844 et 1863 (1866)
- Études religieuses et littéraires (1872)
- La Princesse des Ursins (1875)
- Études sur l'Ancien Testament (1884)
- Les Grandes figures d'Israël (1887)

Traductions de l'allemand
- Légendes de l'Alsace (1868) Texte en ligne
- Le vieil Eli, par l'auteur des Legendes d'Alsace (1872)
- Drakenstein, scènes de la vie au Sud de l'Afrique, par l'auteur des Légendes de l'Alsace (1876)